# Parlement d'Australie
Pour les autres articles nationaux ou selon les autres juridictions, voir Parlement fédéral.
 (mars 2024).
Si vous disposez d'ouvrages ou d'articles de référence ou si vous connaissez des sites web de qualité traitant du thème abordé ici, merci de compléter l'article en donnant les références utiles à sa vérifiabilité et en les liant à la section « Notes et références ».
48e législature
Parliament House
Le Parlement d'Australie (en anglais : Parliament of Australia), officiellement appelé Parlement du Commonwealth (en anglais : Commonwealth Parliament), et parfois Parlement fédéral (en anglais : Federal Parliament), exerce le pouvoir législatif du système politique de l'Australie.
C'est un parlement bicaméral, largement inspiré par le système de Westminster, mais il a aussi subi quelques influences du Congrès des États-Unis. Selon la Première section de la Constitution australienne, il est formé de trois composantes : le roi d'Australie (King of Australia), le Sénat (Senate) et la Chambre des représentants (House of Representatives). Le roi est représenté par le gouverneur général.
La Chambre des représentants, constituée de 150 membres élus dans autant de circonscriptions au vote alternatif pour trois ans, est la chambre basse. Le Sénat, composé de 76 membres élus au scrutin à vote unique transférable à raison de 72 pour six ans — renouvelés de moitié tous les trois ans — et de quatre pour trois ans, forme la chambre haute.
Les deux assemblées siègent au Parliament House à Canberra.

## Histoire

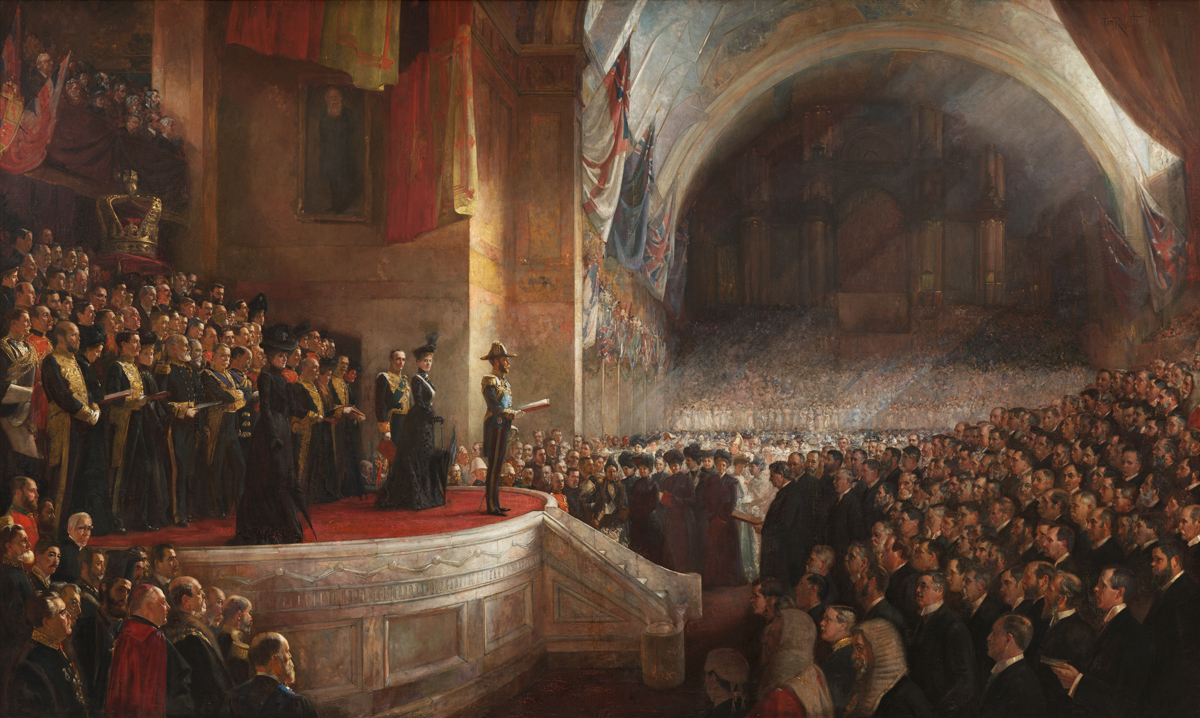
L'ouverture du Parlement australien, le 9 mai 1901. Peinture de Tom Roberts

Le Parlement fédéral est ouvert officiellement le 9 mai 1901 dans le Royal Exhibition Building, le seul bâtiment de Melbourne assez grand pour accueillir les 14 000 invités. Par la suite le Parlement siège de 1901 à 1927 dans le bâtiment du Parlement de l'État de Victoria. Le 9 mai 1927, il s'installe à Canberra dans un bâtiment provisoire, qui l'abritera pendant tout de même plus de 60 ans, appelé actuellement Old Parliament House. Enfin, le nouveau siège du Parlement est inauguré le 9 mai 1988.

## Composition
Selon la section 1 de la Constitution australienne, le roi d'Australie est une des trois composantes du Parlement. Les fonctions constitutionnelles de la Couronne sont déléguées au gouverneur général d'Australie que le roi nomme sur proposition du Premier ministre.

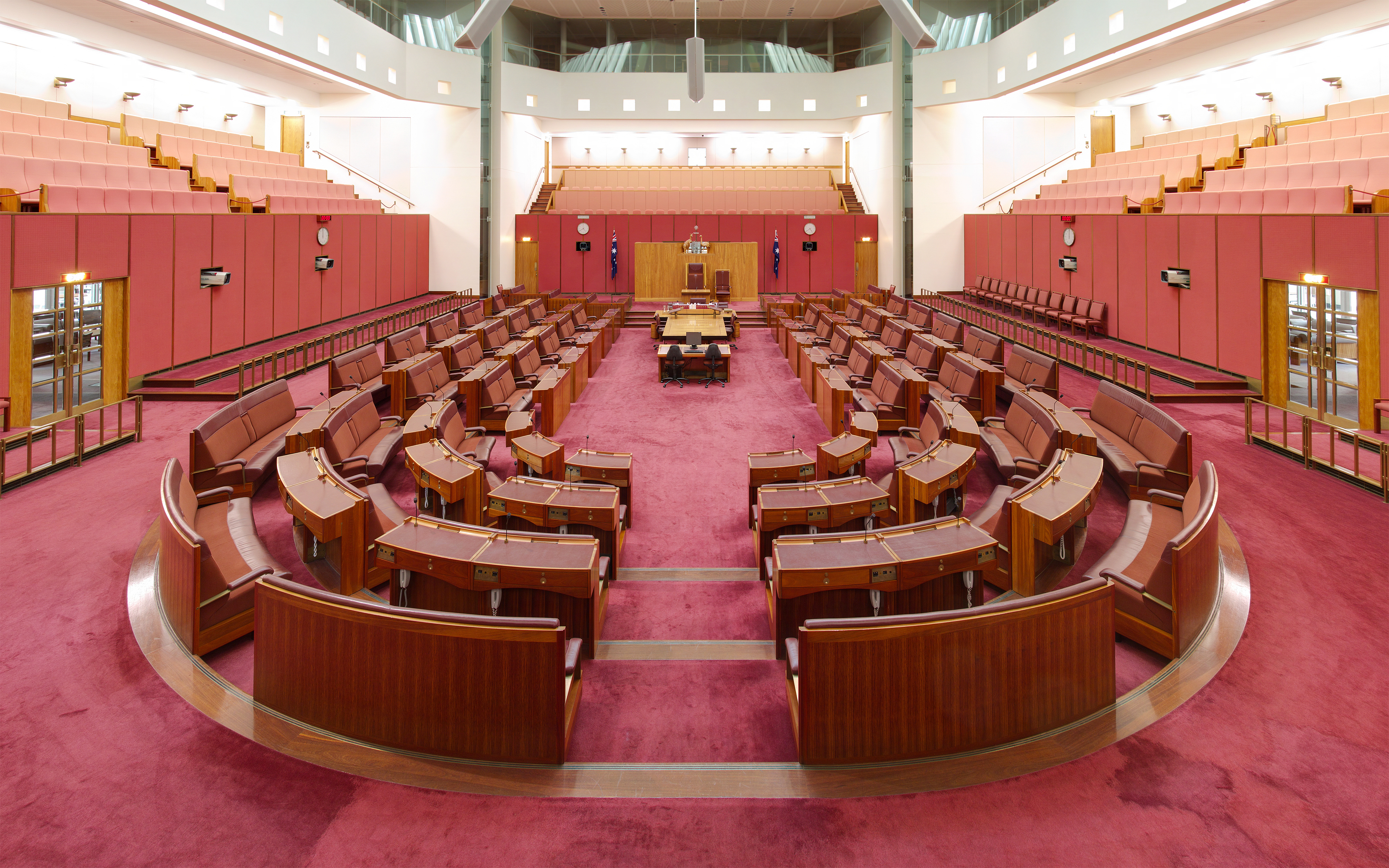
Dans la salle des séances du Sénat, les tissus sont de couleur rouge, par analogie à la Chambre des lords britannique, mais la nuance a été changée pour rappeler celle des terres de l'Outback australien.

Le Sénat a 76 membres. Comme le Sénat des États-Unis, qui a servi de modèle, le Sénat australien a le même nombre de sénateurs quel que soit l'État, indépendamment de sa population. La Constitution permet au Parlement de choisir ce nombre de sénateurs par la loi pourvu que les six États d'origine y soient représentés par le même nombre de sénateurs. De plus, la Constitution dispose que chaque État doit être représenté par au moins six sénateurs. Cependant aucune de ces dispositions ne s'applique aux nouveaux États ou Territoires. À la suite d'une loi votée par le Parlement en 1973, des sénateurs sont élus pour représenter les Territoires (à l'exception de l'Île Norfolk). À l'heure actuelle, deux sénateurs représentent les habitants du Territoire du Nord, des îles Christmas et Cocos. Deux autres sénateurs représentent le Territoire de la capitale australienne et le Territoire de la baie de Jervis.
Avant 1949, chaque État élisait le nombre constitutionnel de six sénateurs. Ce nombre a été porté à 10 aux élections de 1949 puis à 12 (le nombre actuel) en 1984.
Le Parlement peut choisir le nombre de députés. Cependant la Constitution prévoit que ce nombre doit être « d'aussi près que possible, le double de celui des sénateurs » ; cette condition est très souvent appelée la « condition de lien » (Nexus). Les sénateurs étant au nombre de 76, les députés sont au nombre de 150 ; le nombre de députés par État est proportionnel à sa population cependant chaque État à l'origine du Commonwealth australien, indépendamment de sa taille est assuré d'avoir au moins cinq députés. La Constitution ne prévoit pas de garantie de représentation pour les Territoires. Le Parlement a accordé un siège de député au Territoire du Nord en 1922 et un au Territoire de la capitale australienne en 1948 ; ces représentants territoriaux avaient cependant des droits de vote limités jusqu'en 1968.

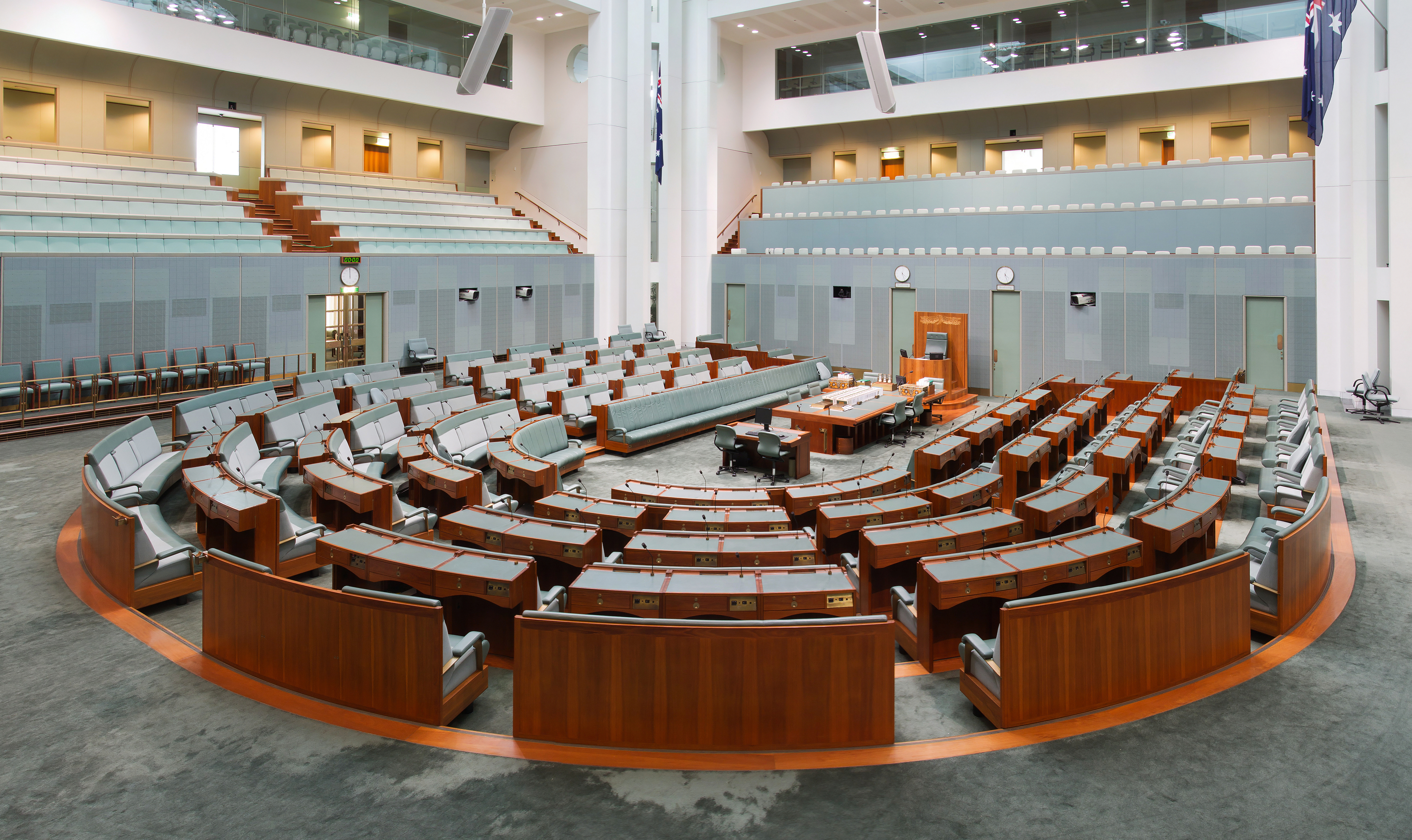
Dans la salle des séances de la Chambre des représentants, les tissus sont de couleur verte, comme dans la Chambre des communes britannique, mais la nuance a été changée pour rappeler le vert des feuilles d'eucalyptus australien.

De 1901 à 1949, la Chambre des représentants a compté 74 ou 75 membres. Entre 1949 et 1984, il y a eu entre 121 et 127 membres. En 1977, La Haute Cour a ordonné de ramener le nombre de députés de 127 à 124 membres pour respecter les « conditions de lien ». En 1984, le Sénat et la Chambre des Représentants ont augmenté leur nombre de membres; depuis cette date le nombre de députés varie de 148 à 150 membres.
Les étrangers n'ont pas le droit de siéger dans une des deux chambres (la section 44 de la Constitution interdit à tout membre du Parlement d'avoir une quelconque allégeance avec une puissance étrangère). La Haute Cour a confirmé que les sujets britanniques doivent être considérés comme étrangers bien qu'à l'époque où la Constitution a été votée tous les sujets australiens aient été britanniques.

## Procédure

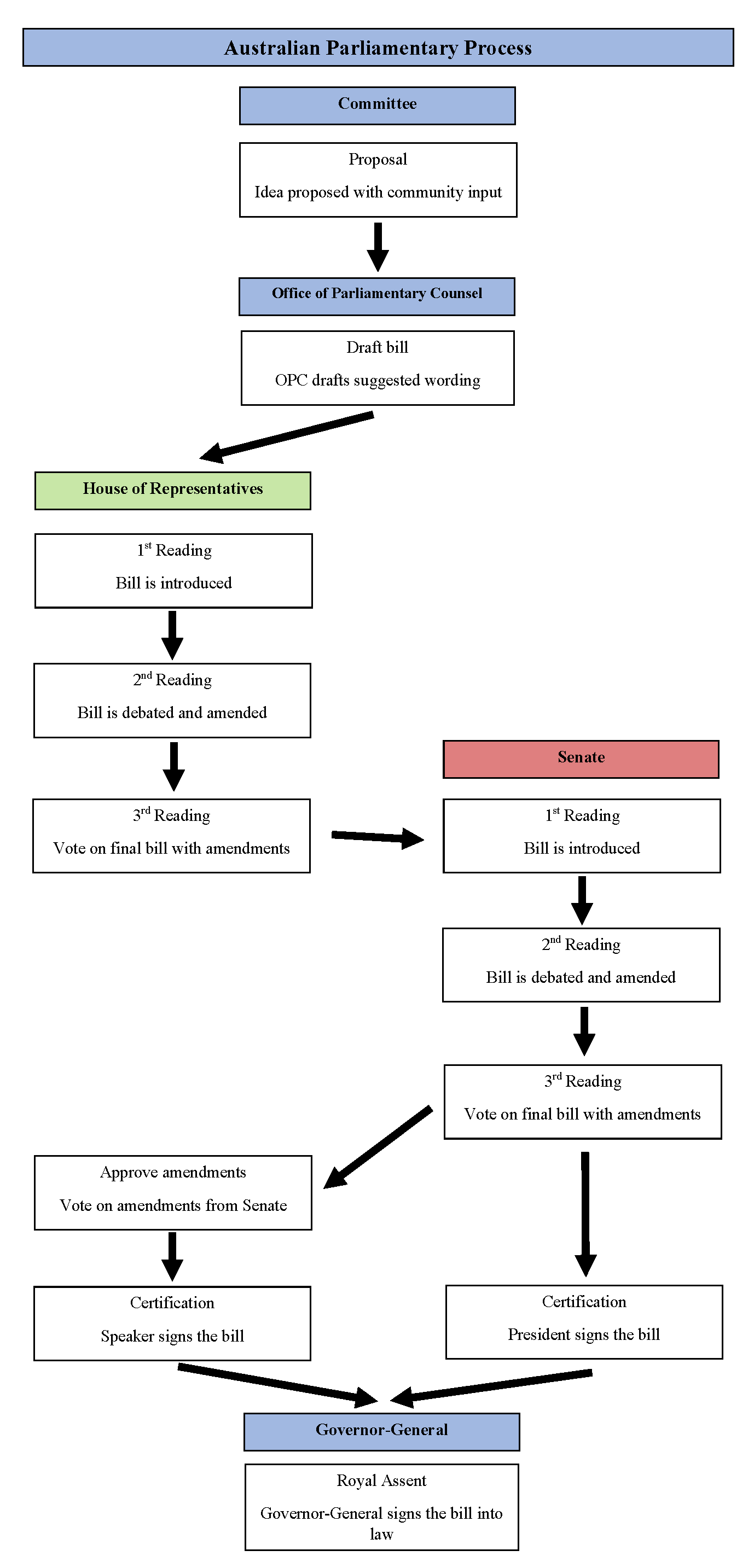
Système parlementaire Australien

Chacune des deux chambres élit son président. Le président du Sénat est appelé the President et celui des représentants est appelé the Speaker. Les élections à ce poste se font à bulletin secret. Les deux postes sont occupés par des membres de la majorité, mais on attend d'eux qu'ils supervisent les débats et fassent respecter l'ordre de façon impartiale.
La Constitution exige du Parlement qu'un quorum soit respecté dans chaque chambre pour qu'elle débatte légalement. Le quorum de la Chambre des représentants est d'un cinquième des membres (soit trente); celui du Sénat est d'un quart (soit dix-neuf). En théorie, si le quorum n'est pas atteint, les parlementaires ne peuvent continuer de délibérer validement. En pratique, les membres présents acceptent de ne pas vérifier si le quorum est atteint ce qui permet aux parlementaires de continuer à débattre. Quelquefois cependant l'opposition peut demander de vérifier le quorum comme technique pour ennuyer le gouvernement ou retarder les prises de décision. Il appartient à la majorité de pouvoir s'assurer, lorsque l'opposition se prépare à ce type de méthode, qu'elle a assez de parlementaires en réserve pour assister aux débats.
Les deux chambres peuvent voter des motions par « vote vocal » (voice vote) : le président de séance pose la question à faire voter et après avoir écouté les parlementaires crier Aye (Oui) et No (Non) donne le résultat du vote. L'annonce du résultat du vote clôt le débat sauf si au moins deux membres demandent une « division » ou vérification du vote. Dans ce cas, les sonneries sont activées pour demander aux parlementaires de rejoindre la salle des votes. Pendant ce temps, les membres en faveur de la motion se rangent du côté droit de la chambre tandis que ceux qui sont contre se rangent du côté gauche. Le décompte est fait par des scrutateurs de la majorité et de l'opposition et selon le résultat la motion est votée ou rejetée. À la Chambre des représentants, le Speaker ne prend pas part au vote sauf en cas d'égalité ou sa voix devient déterminante. Au Sénat, afin de ne pas priver un État de son quota de votants, le Président prend part au vote avec les autres sénateurs ; en cas d'égalité, la motion est rejetée.
En cas de désaccord entre les deux chambres sur un projet de loi, la Constitution prévoit une dissolution des deux chambres. Si après les nouvelles élections, le conflit perdure, le gouvernement peut convenir de regrouper les deux chambres pour discuter de la loi en question. Cette situation ne s'est produite qu'une fois en 1974.

## Rôles
Le principal rôle du Parlement est de voter les lois. Chaque membre du Parlement peut proposer un texte de loi (a bill) à l'exception des lois sur le budget (proposition de dépense ou de taxe nouvelle) qui doivent d'abord être présentées à la Chambre des représentants. En pratique, la majorité des lois est présentée par le gouvernement. Tous les projets de lois doivent être approuvés par les deux chambres pour être adoptés. Le Sénat a les mêmes pouvoirs législatifs que la Chambre des représentants sauf qu'il ne peut pas modifier le projet de budget: il peut simplement l'approuver ou le rejeter. La formule officielle des délibérations du Parlement est: « The Parliament of Australia enacts:: » (« Le Parlement d'Australie promulgue: »).
Le Parlement a d'autres fonctions que le vote des lois. Il peut débattre de propositions ou de sujets d'importance publique comme des questions politiques. Ses membres peuvent proposer des motions de censure contre le gouvernement ou contre un ministre en particulier. Le plus souvent, il y a dans l'une ou l'autre chambre des « questions d'actualité » où les parlementaires posent des questions aux membres du gouvernement. Les parlementaires peuvent présenter aussi des pétitions signées par leurs électeurs. Les deux chambres ont des groupes de travail où l'on discute des projets de lois, on mène des enquêtes parlementaires ou on prend des avis externes.

## Relations avec le Gouvernement
Un ministre n'a pas besoin d'être parlementaire au moment où il est nommé, mais il est démis de ses fonctions s'il ne le devient pas dans les trois mois.
Cette disposition avait été mise dans la Constitution pour permettre la nomination du tout premier Premier ministre — Edmund Barton — et son gouvernement le 1er janvier 1901, alors que les premières élections fédérales n'étaient pas prévues avant le 29 et le 30 mars.
La situation s'est reproduite en 1968 : à la suite la disparition en mer de Harold Holt, le Parti libéral le remplace comme chef par John Gorton, alors sénateur. Celui-ci démissionne peu après de la chambre haute pour se présenter à l'élection partielle dans la circonscription de son prédécesseur, et reste ainsi 24 jours sans mandat parlementaire.

## Immunité
Les parlementaires australiens n'ont aucune immunité de par leur fonction; ils peuvent être arrêtés et jugés pour n'importe quel délit. Ils bénéficient cependant du « privilège parlementaire »: ils ne peuvent pas être inquiétés quoi qu'ils disent dans l'enceinte du Parlement de leurs collègues ou même de personnes étrangères au Parlement. Ce privilège s'applique aussi pour des propos tenus dans la même enceinte pour des communications aux médias (journaux, télé, radio, etc.). Les commissions d'enquête parlementaire sont couvertes par le même privilège où qu'elles se tiennent et le privilège s'applique aussi aux personnes qui témoignent devant une commission.
Il y a un délit appelé contempt of Parliament. Une personne qui parle ou agit de manière méprisante vis-à-vis du Parlement peut être poursuivie et si elle est reconnue coupable, emprisonnée. Le Parlement a le droit de juger de tels cas, comme dans l'affaire Browne–Fitzpatrick en 1955. Ce droit a maintenant été transféré aux tribunaux, mais personne pour l'instant n'a été poursuivi.

### Constitution de l'Australie
- Australie. « Constitution de l'Australie » [lire en ligne]

1. 1 2  Chapitre I - Article premier
2. ↑  Chapitre II - Article 61
3. ↑  Chapitre VII - Article 125